# ジョー・ラタ
ジョー・ラタ（Joe Latta、1992年4月7日 - ）は、ニュージーランドの元ラグビー選手。

## プロフィール
- ニュージーランドダニーデン出身。
- 現役時代のポジションはロック(LO)。
- 身長 200cm、体重 118kg
- ニックネームはスラッツ。
- U20ニュージーランド代表に選ばれたことがある[1]。

## 来歴
9歳からラグビーを始めた。
オタゴボーイズ高校、ウェリントンカレッジ、ウェリントン、オタゴ、ハイランダーズ、グロスター、ブリストル・ベアーズを経て、2019年、サントリーサンゴリアス(現・東京サントリーサンゴリアス)に加入。
2020年1月12日に行われたジャパンラグビートップリーグ第1節の東芝ブレイブルーパス戦に先発出場で日本での公式戦初出場を果たした。
2022年、東京サントリーサンゴリアスを退団した。同年11月、自身のInstagramで引退を発表した。